# Friedrich Beck (Schriftsteller, 1806)
Christian Friedrich Beck (* 20. Juni 1806 oder 1809 in Ebersberg; † 30. August 1888 in München) war ein deutscher Dichter und Gelehrter.

## Leben
Er war der Sohn des Landrichters Karl Theodor Beck (1767–1830) und studierte in Neuburg und München Philologie unter Friedrich Thiersch. Ab 1836 unterrichtete er an einer Lateinschule in München und wurde 1850 zum Gymnasialprofessor ernannt. Während dieser Zeit entstanden seine von der Romantik beeinflussten Werke Geschichte eines deutschen Steinmetz (1834) und eine Sammlung von Gedichten (1844). Er schrieb Artikel für die Münchener politische Zeitung und die Münchener Zeitung und verfasste zahlreiche wissenschaftliche Abhandlungen.
Im Jahr 1860 wurde er wegen einer Augenkrankheit in den Ruhestand versetzt. Er blieb weiterhin schriftstellerisch tätig und schrieb nun mehrere Jugend-Lehrbücher. Er war Mitglied der Zwanglosen Gesellschaft München. Nach langer Krankheit verstarb er am 30. August 1888.

## Grabstätte

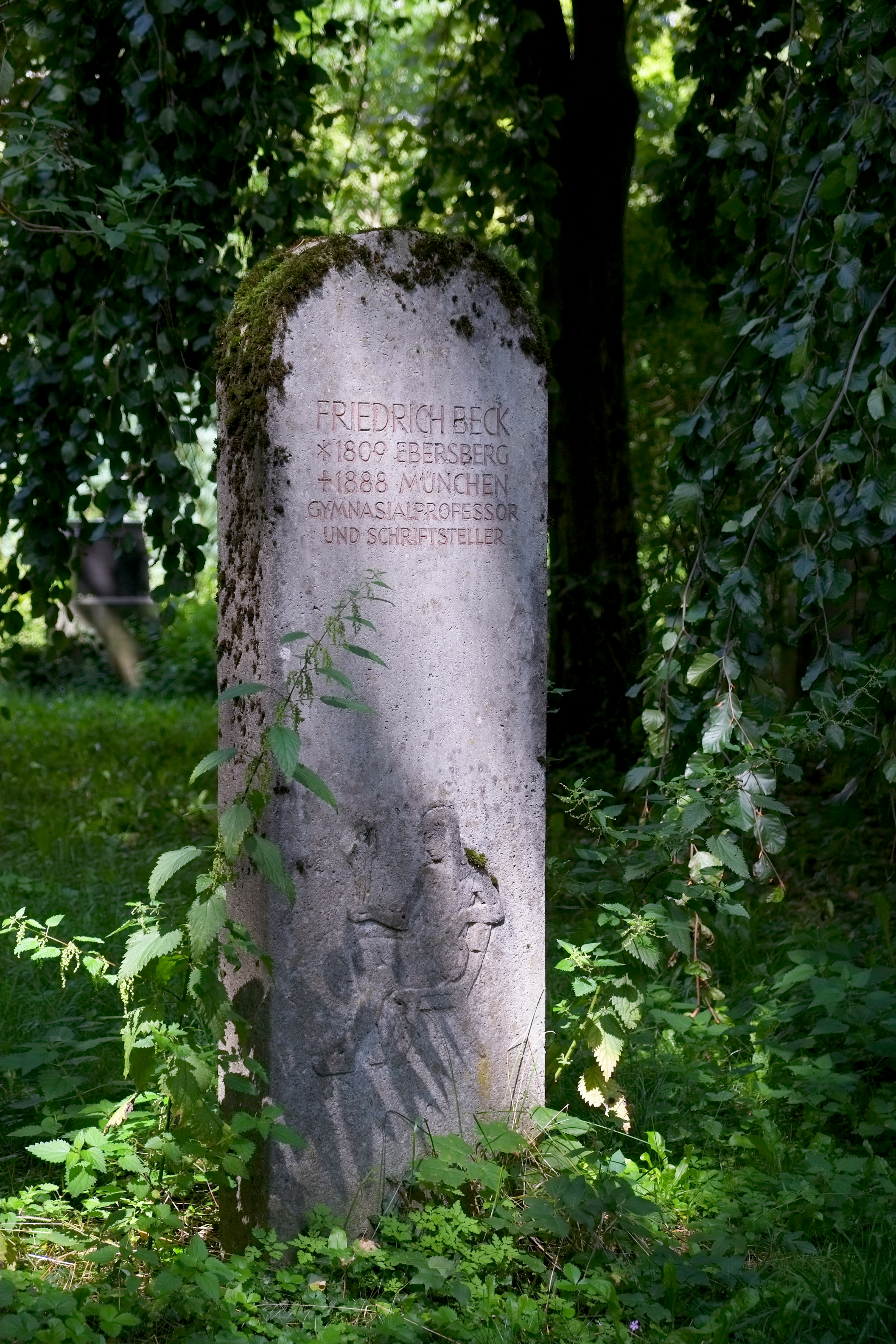
Grab von Friedrich Beck auf dem Alten Südlichen Friedhof in München

Die Grabstätte von Friedrich Beck befindet sich auf dem Alten Südlichen Friedhof in München (Gräberfeld 9 – Reihe 2 – Platz 33) Standort.

## Werke (Auswahl)
- Mac Aulay (1824)
- Alfred der Große (1826)
- Gedichte. C. Wolf, München 1829.
- Geschichte eines deutschen Steinmetzen. Literarisch-artistische Anstalt (Cotta), München 1834. (Digitalisat)
- Andeutungen zur tieferen Begründung der Geschichte der religiösen Kunst. Wolf, München 1834. (Digitalisat)
- Gedichte Literarisch-artistische Anstalt, München 1844. (Digitalisat)
- Telephos. Eine Tragödie. C. Wolf, München 1858. (Digitalisat)
- Ueber die Zeus-Idee in ihrer centralen Stellung zum hellenistischen Götterkreise. (Schulprogramm) München 1852. (Digitalisat)
- Theophanie. F. A. Perthes, Gotha 1855. (2. Auflage 1877) (Digitalisat)
- Die Weihe des Tages. (Festspiel) Geiger, München 1856. (Digitalisat)
- Zeitklänge. Gedichte aus den Jahren 1845 - 1860. Rohsold, München 1860. (Digitalisat)
- Still-Leben. Lyrische Dichtungen in neuer Auswahl. Rohsold, München 1861. (Digitalisat)
- Ranken. München 1862.
- Loher und Maller (1863)
- Übersetzung von Louis Claude de Saint-Martins Dichtungen. München 1863.
- Dem Andenken meiner Elisabeth. (Sonette). Wolf, München 1865. (Digitalisat)
- Theorie der Prosa und Poesie. Carl Merhoff, München 1867. (Digitalisat)
- Materialien und Dispositionen zu Übungs-Aufsätzen nebst einzelnen Musterbeispielen. Fleischmann, München 1868. (Digitalisat)
- Spruch- und Räthselbüchlein, Huttler, Augsburg 1883.
- Lehrbuch des deutschen Prosastiles Fleischmann, München 1864 (2. Auflage) (Digitalisat).